# Sennewitz
Sennewitz ist eine Ortschaft der Gemeinde Petersberg im Saalekreis in Sachsen-Anhalt. Die ehemals selbständige Gemeinde war seit dem 1. Juli 2006 ein Ortsteil der Gemeinde Götschetal. Seit dem 1. Januar 2010 gehört Sennewitz zur Einheitsgemeinde Petersberg. Am 30. Juni 2005 lebten in Sennewitz 1718 Menschen.

## Geographie

### Lage

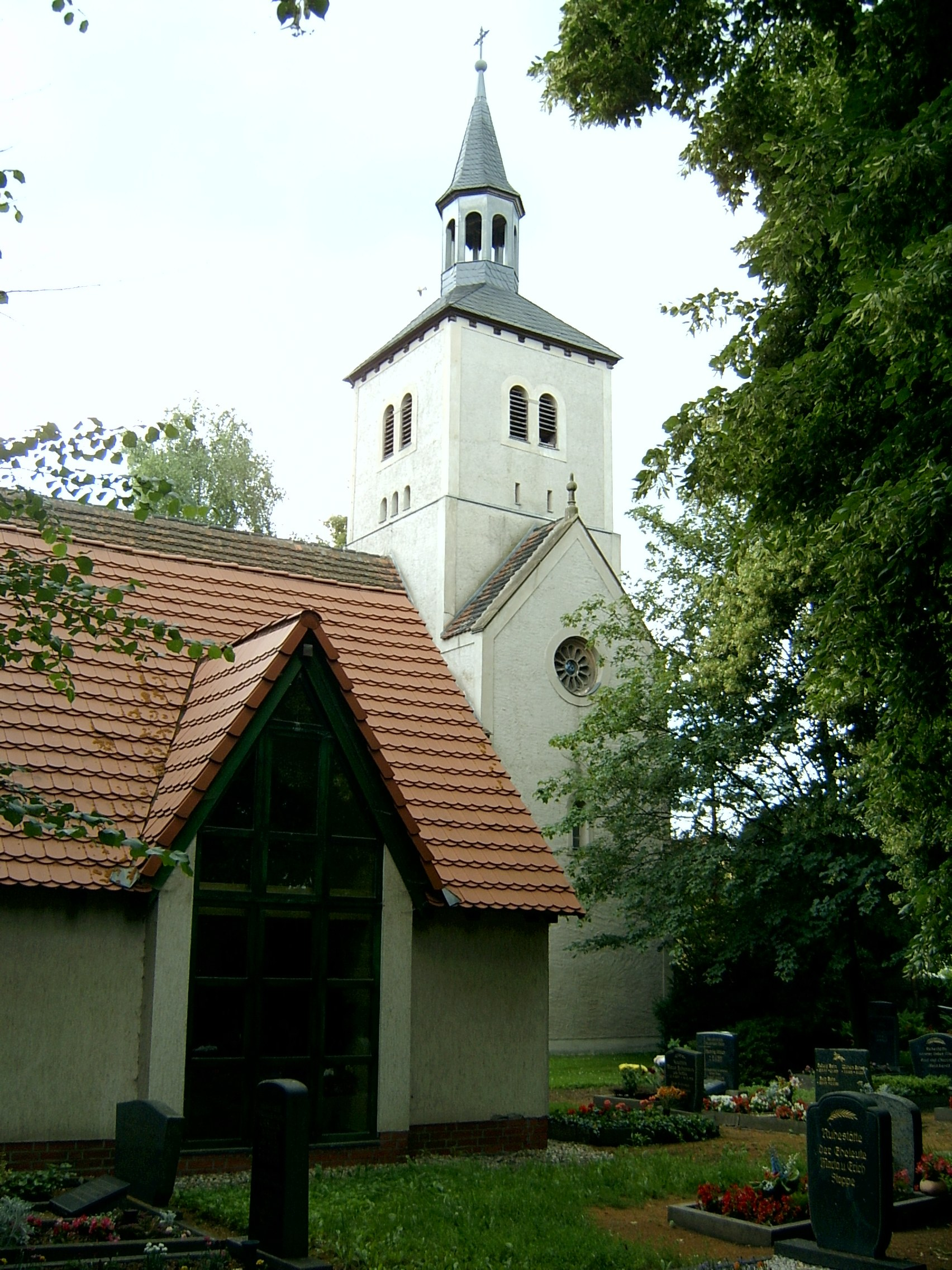
Kirche St. Nicolai

Sennewitz liegt nördlich von Halle (Saale) am Fuße des Petersberges. Benachbarte Orte sind (im Uhrzeigersinn) Teicha, Gutenberg, Halle und Morl.
Im Ort mündet der Gutenberger Bach in die nach Süden verlaufende Götsche, die in Halle in die Saale fließt. In Sennewitz verlaufen außerdem der Schachtgraben sowie der Faule Graben, die das umliegende Gemeindeland entwässern.

### Ortsteile
Folgende Ortsteile gehören zur Ortschaft:
- Döckritz
- Dreckente[3]
- Grube Ferdinande
- Sennewitz
- Siedlung Bennemann
- Siedlung Lehmbergfeld

## Geschichte

### Mittelalter
1182 wurde der heutige Ortsteil Döckritz, zwischen 1212 und 1221 auch Sennewitz erstmals urkundlich erwähnt. Der Ortsname verweist auf eine slawische Siedlungsgeschichte, der allerdings, wie Gräberfunde bezeugen, eine germanische Besiedlung voranging.
Es wird vermutet, dass Sennewitz auf eine hier siedelnde Sippe eines Seno zurückgeht. Diese These konnte bislang jedoch nicht belegt werden.
Der Ort wurde auf einem von Überschwemmungen betroffenen Alluvialboden gegründet. Auf dem Gebiet der heutigen Ortschaft befanden sich die zu Wüstungen verkommenen, ebenfalls slawisch geprägten Siedlungen Penkow und Klotz, an die verballhornte Straßennamen im Dorf (Am Bennecken, Am Kloßberg) erinnern.
Im Zuge der hochmittelalterlichen Ostsiedlung ließen sich flämische Siedler in Sennewitz nieder. Die damit einhergehende Christianisierung der örtlichen Bevölkerung fand ihren Ausdruck im Bau der Kirche St. Nicolai, die im 12. Jahrhundert erstmals erwähnt wurde. Das Dorf gehörte zum Amt Giebichenstein im Saalkreis des Erzstifts Magdeburg und war somit dem Erzbischof von Magdeburg unterstellt. Erzbischof Albrecht I. vermachte dem hallischen Kloster Neuwerk um 1220 fünf Hufen Land in Sennewitz und begründete damit einen klösterlichen Wirtschaftshof. Dieser unterhielt im Ort eine Armen- und Krankenpflege, woran der Straßenzug „Am Spittel“ (abgeleitet von „Spital“) noch heute erinnert.

### Frühe Neuzeit
In Sennewitz hielten verschiedene Adelshäuser Güter, so etwa die Familien von Köhler, von Trotha, von Kotze und ab 1519 von Dieskau.
Während der Reformation wurde das Erzbistum Magdeburg säkularisiert. Im darauffolgenden Dreißigjährigen Krieg verarmte Sennewitz aufgrund von marodierenden Söldnertruppen, Seuchen und Hungersnöten. Ausdruck der Krise ist die Legende von der „Missgeburt von Sennewitz“.
Im Westfälischen Frieden 1648 wurde das Herzogtum Magdeburg und damit auch Sennewitz dem Kurfürstentum Brandenburg zugesprochen, aus dem sich das Königreich Preußen entwickelte. Um die kriegsgebeutelte Wirtschaft zu beleben, wurden in Sennewitz Kolonisten angesiedelt. Diese ließen sich auch bei dem 1780 eingerichteten, vor dem Dorf befindlichen Gasthaus „Zum Schwarzen Adler“ nieder. Aus dieser Ansiedlung entstand der Ortsteil Dreckente. Ein weiteres Wirtshaus, „Der tolle Hund“, bestand in Döckritz.

### Neuzeit
Nach der Niederlage Preußens im Vierten Koalitionskrieg gegen Frankreich wurde der Saalkreis und mit ihm Sennewitz im Frieden von Tilsit 1807 dem neugegründeten Königreich Westphalen angegliedert. Hier gehörte das Dorf im Kanton Neumarkt zum Distrikt Halle im Departement der Saale. Mit der Niederlage Napoleons gegen die antifranzösische Koalition um Preußen wurde Europa auf dem Wiener Kongress 1815 neugeordnet, wobei Sennewitz im wiedergegründeten Saalkreis erneut an Preußen fiel.
Am 6. August 1830 wurde nahe dem Wirtshaus „Zum Schwan“ in Sennewitz der hallesche Zwirnhändler Adam Hüfner ermordet. Das Verbrechen erregte regionale Aufmerksamkeit, da der Täter nicht ermittelt werden konnte. Außerdem hinterließ das Mordopfer fünf minderjährige Kinder in Armut.
Im 19. Jahrhundert entwickelte sich Sennewitz im Zeichen der Industrialisierung. So wurde ab 1845 westlich des alten Dorfes Braunkohle gefördert. Hier bildete sich die Siedlung Grube Ferdinande. Zum Hauptabnehmer der Kohle wurde die Papierfabrik in Halle-Kröllwitz.
Von 1859 bis 1928 war Sennewitz Standort der „Chemischen Fabrik Sennewitz“ der sogenannten „Wasserglasfabrik“, gelegen an der Brachwitzer Straße unweit der Stadtgrenze zu Halle. Aus diesem Fabrikgelände entwickelte sich die nach ihrem Fabrikgründer Wilhelm Benemann (1833–1910) benannte „Siedlung Bennemann“, Brachwitzer Straße 63, heute Ortsteil von Sennewitz. Das in Sennewitz gewonnene Kaolin wurde bis in das 20. Jahrhundert über Magdeburg nach Berlin geliefert, wo es von der Königlichen Porzellan-Manufaktur und der Königlichen Gesundheitsgeschirr-Manufaktur verwendet wurde.
Im Jahr 1873 wurde südlich des alten Dorfs die „Trotha-Sennewitzer Actien Ziegelei-Gesellschaft“ gegründet, an die heute der Straßenzug „Am Tonloch“ erinnert.
Bereits in der ersten Hälfte des 20. Jahrhunderts vollzog sich in Sennewitz eine Deindustrialisierung, da die ansässigen Unternehmen in Qualität und Quantität nicht mit größeren Förder- und Produktionsstätten im mitteldeutschen Chemiedreieck mithalten konnten. So stellte die Chemische Fabrik Sennewitz 1928 ihre Produktion ein. 1932 wurde die Grube Ferdinande geschlossen. Die Ziegelei wurde aus Platzgründen ab 1925 vor allem im benachbarten Halle-Trotha ausgebaut. Die Anlagen in Sennewitz brannten 1958 aus und wurden nicht wieder aufgebaut.
Nach dem Zweiten Weltkrieg prägten die Bodenreform und die Kollektivierung der großen Gutshöfe die Sozial- und Wirtschaftsstruktur in Sennewitz. Ab 1968 errichtete Plattenbauten veränderten den Dorfcharakter weiter.
Im Zuge der Wende entstanden im und um das Dorf herum neue Wohngebiete wie die Siedlung Lehmbergfeld, die mit dem alten Dorf über einen 2006 neu angelegten Park verbunden ist.

## Politik

### Bürgermeister
Letzter ehrenamtlicher Bürgermeister war Hans-Joachim Niehle (27. Juni 2004 – 30. Juni 2006). Bis 2011 arbeitete er als Ortsbürgermeister des Ortsteils Sennewitz. Seither ist Sven Heger Ortsbürgermeister von Sennewitz.

### Wappen
Blasonierung: „In Gold über Grün schräglinks geteilt; oben schwarz gefugt, unten ein schräglinker silberner Wellenbalken.“
Die Farben von Sennewitz – abgeleitet vom Wappen – sind Gold (Gelb) - Grün.
Die Ziegelwand steht für eine ehemalige Ziegelei am Lehmberg zwischen Teicha und Sennewitz, der silberne Wellenbalken für die über eine Wiese nahe dem Lehmberg verlaufende Götsche.

## Wirtschaft und Infrastruktur

### Wirtschaft
Sennewitz ist Stammsitz der aus dem Natursteinkombinat Halle hervorgegangenen Mitteldeutsche Baustoffe GmbH, die Kieswerke, Hartsteinwerke und Sandgruben in Sachsen-Anhalt, Sachsen und Thüringen betreibt.

### Verkehr
Im Osten von Sennewitz verläuft die Landstraße 145 von Halle (Saale) nach Köthen. Entlang des westlich gelegenen Ortsteils Grube Ferdinande führt die Landstraße 50 von Halle nach Aschersleben. Über den regionalen Busverkehr ist Sennewitz mit den benachbarten Orten der Gemeinde sowie mit Löbejün, Halle und Wettin verbunden.
Etwa drei Kilometer nördlich des Dorfs befindet sich die Autobahn A 14, die von Leipzig nach Magdeburg führt. Die nächstgelegenen Bahnhöfe sind in Wallwitz und Halle-Trotha, beide bedienen die Strecke Halle–Bernburg. Östlich von Sennewitz befindet sich der Flugplatz Halle-Oppin.

## Sehenswürdigkeiten
- Kirche St. Nicolai: Die Kirche wurde im 12. Jh. als einfacher Hallenbau aus Porphyr errichtet und später um einen Turm ergänzt. Um 1765 wurde das Gotteshaus nach Osten erweitert, 1867 wurde der Turm erhöht. In der Kirche befindet sich ein steinernes Taufbecken, das aus dem 12. Jh. stammt.[16]
- Teufelsstein Sennewitz: Der Menhir befindet sich östlich der Kirchmauer. Wie um andere, natürliche oder künstliche Vertiefungen aufweisende Steinblöcke in Mittel- und Norddeutschland ragt sich um diesen Teufelsstein die Sage, dass der Teufel ihn vom nahen Petersberg auf die Kirche geworfen, diese aber verfehlt habe.[17]
- Seno-Denkmal: Auf dem Dorfplatz wurde dem vermeintlichen Dorfgründer und -namensgeber ein Denkmal errichtet, das einen idealisierten Slawenkrieger zeigt.